# Killa Season
Killa Season – piąty studyjny album amerykańskiego rapera Cam’rona, wydany 16 maja 2006 roku. Sprzedał się w liczbie 112 000 egzemplarzy w pierwszym tygodniu. Ostatecznie został zatwierdzony jako złoto przez RIAA.

## Lista utworów
| #  | Tytuł                   | Producent(ci)                    | Goście                              | Czas |
| -- | ----------------------- | -------------------------------- | ----------------------------------- | ---- |
| 1  | "Killa Cam (Intro)"     | Pro-V For Treetown Entertainment | 40 Cal.                             | 5:01 |
| 2  | "He Tried To Play Me"   | Charlmagne                       | Hell Rell                           | 3:43 |
| 3  | "Leave You Alone"       | Blackout Movement                |                                     | 3:24 |
| 4  | "Living A Lie"          | Ty Fyffe                         | Mo Money                            | 4:32 |
| 5  | "We Make Change"        | Jonathan Dugger                  | Juelz Santana                       | 3:10 |
| 6  | "Voicemail Interlude"   |                                  |                                     | 2:04 |
| 7  | "Wet Wipes"             | The Alchemist                    |                                     | 3:35 |
| 8  | "Touch It or Not"       | Headbangaz Entertainment         | Lil Wayne                           | 3:41 |
| 9  | "War"                   | NOVA                             | Hell Rell                           | 3:51 |
| 10 | "Triple Up"             | Headbangaz Entertainment         | 40 Cal.                             | 4:09 |
| 11 | "I.B.S"                 | The Heatmakerz                   |                                     | 3:32 |
| 12 | "Get Ya Gun"            | Big Tyme                         |                                     | 3:58 |
| 13 | "White Girls"           | The Beat Firm                    |                                     | 3:48 |
| 14 | "Girls, Cash, Cars"     | Stay Gettin' Productions         |                                     | 3:02 |
| 15 | "Do Ya Thing (Remix)"   | Chad Hamilton                    |                                     | 2:54 |
| 16 | "Get'em Daddy (Remix)"  | I.N.F.O.                         | Hell Rell, J.R. Writer, & Jim Jones | 4:33 |
| 17 | "Voicemail Interlude 2" | Sancochito's Ent.                |                                     | 1:13 |
| 18 | "Something New"         | Boola                            | Hell Rell                           | 3:18 |
| 19 | "You Gotta Love It"     | I.N.F.O.                         | Max B                               | 6:13 |
| 20 | "Love My Life"          | Jonathan Dugger                  | Nicole Wray                         | 4:23 |

## Listy tygodniowe
| Kraj              | Lista                  | Pozycja |
| ----------------- | ---------------------- | ------- |
| Stany Zjednoczone | Billboard 200          | 2       |
| Stany Zjednoczone | Top R&B/Hip-Hop Albums | 1       |
| Stany Zjednoczone | Top Rap Albums         | 1       |